# 居酒屋 清子
居酒屋 清子（いざかや きよこ）はKBCラジオで2014年10月9日から2023年3月27日まで放送されていたラジオ生ワイド番組。

## 概要
2011年 - 2013年のナイターオフに「らぶチャンネル」というワイド番組を放送してきたが、2014年のナイターオフでは火曜 - 金曜に日替わりの生ワイド番組を編成することになった。
この番組は、福岡市中央区長浜一丁目にあるという設定の「居酒屋 清子」を舞台に繰り広げられるトークバラエティ番組。
2015年ナイターシーズン編成においても、月曜に枠移動して定時放送を継続する他、「KBCホークスナイター」のレインコートプログラムとしても編成されるようになった。
同年のナイターオフは、「KBC長浜横丁」の統一レーベルのもと、本番組の体裁を生かしたワイド番組を月曜 - 土曜に編成。本番組自体も同レーベルの月曜枠にて放送される。
2020年4月20日にはスタジオの清子女将、杉山39、自宅からリモート出演の原田らぶ子の他、事前に募集し選ばれたリスナー10名で、オンライン会議アプリの「ZOOM」を利用した『ZOOM飲み会』を日本のラジオ番組で初めて実施した。
清子女将のカナダ留学に伴い2023年3月27日をもって終了した。

## 放送時間
- 放送開始 - 2015年3月：木曜 19:00 - 22:00
- 2015年4月 - 9月：月曜 18:30 - 21:00[4]、プロ野球ナイター開催の無い火曜 - 金曜 17:55 - 21:00（「KBCホークスナイタースペシャル」として放送）。
- 2015年10月 - 2016年3月：月曜 19:00 - 21:25[5]、火曜 19:00 - 22:00
- 2016年4月 - 2016年9月：月曜 18:30 - 21:25
- 2016年10月 - 2016年3月：月曜 18:00 - 21:25、火曜 18:00 - 22:00[6]
- 2017年4月 - ：月曜 18:30 - 22:00
- 2019年11月-2020年7月 :月曜　19：00 - 21：45
- 2020年8月-2021年3月 :月曜　19：00 - 22：00
- 2021年4月- 2023年3月[1]:月曜　19：00 - 21：55

## 終了時の主なコーナー
- 今日のトークお品書き - 清子が好きな小倉優子のニュースが毎週必ず1本含まれている。
- 一見さんいらっしゃい - ゲストを招いてトークするパート。不定期。
- 清子のあるある掲示バン！ - 日常のあるあるネタを募集する
- 清子の…っぽい川柳 - 2021年春からの新コーナー。栗田善成の土曜娯楽版の企画である「艶出し川柳」の後継。
- モヨってる選手権 - あるお題の曲について、複数のアーティストがカバーしている曲を聴き比べ、一番心模様を表している（モヨってる）曲を投票で選ぶコーナー。
- クイズ！サビ前ドン！ - イントロクイズならぬサビ前の一瞬を聞いてTwitterで回答するコーナー。
- マジで回文！昆布イカ出島！ - スタッフがネットで検索した回文を杉山39とその日やってきた常連客がその文章の意味を即興で解説コントするコーナー。コーナータイトルも回文になっている。

## パーソナリティ、メッセージテーマ
- 女将「清子」
- 杉山39
- 週替わりアルバイト（2021年10月～）：インクルージョン 米沢大志、大原梓、Taichi(PA:LADIN)

| 日にち         | ゲスト(お客)                                                               | メッセージテーマ                                                          |
| -------------- | -------------------------------------------------------------------------- | ------------------------------------------------------------------------- |
| 2018年4月9日   | 奥田智子、真壁刀義                                                         | スイーツの話                                                              |
| 2018年6月18日  | 百市なるみ                                                                 | 蚊の話                                                                    |
| 2018年6月25日  |                                                                            | おネギ万歳                                                                |
| 2018年8月27日  | 倉富顕子                                                                   | 焼き鳥万歳                                                                |
| 2018年9月10日  | 三澤澄也                                                                   | 今週の予定                                                                |
| 2018年10月29日 | 坂口カンナ                                                                 | 食べ過ぎちゃいます                                                        |
| 2018年12月3日  | 大谷奈美子、マツオシゲコ                                                   | 宿の思い出                                                                |
| 2018年12月10日 | ALLI                                                                       | 寒い話                                                                    |
| 2018年12月17日 | 奥田智子、和田侑也                                                         | 先輩の一言                                                                |
| 2019年1月7日   | 倉富顕子                                                                   | 久留米のキャッチコピー                                                    |
| 2019年1月14日  | 坂口カンナ                                                                 | あなたの一番高い服                                                        |
| 2019年1月21日  |                                                                            | あきらめ良い方？悪い方？                                                  |
| 2019年1月28日  | 中島つぐまさ                                                               | 僕の扱い、わたしの扱い                                                    |
| 2019年2月4日   | 百市なるみ                                                                 | 馬鹿にしないでよ                                                          |
| 2019年2月11日  | 土居上野                                                                   | ○○デーってどうですか                                                      |
| 2019年2月18日  | 三澤澄也、奥田智子                                                         | しっかりしてほしい人                                                      |
| 2019年2月25日  | 坂口カンナ                                                                 | 最近しゃれとんしゃ〜と思ったこと                                          |
| 2019年3月4日   | 後藤真弓                                                                   | 川柳居酒屋清子お題は3月                                                   |
| 2019年3月11日  | 山田優子                                                                   | 純粋だなぁー                                                              |
| 2019年3月18日  | 波田陽区                                                                   | 始めまして！の時、どうしてますか？                                        |
| 2019年3月25日  | ブルーリバー                                                               | ついつい大声！ついつい絶叫！                                              |
| 2019年4月1日   | 大谷奈美子、中村ふみ江                                                     | 春は浮つくわよねー                                                        |
| 2019年4月8日   | つじかおるこ                                                               | 花見しました、しませんでした                                              |
| 2019年4月15日  | 岡本啓                                                                     | 細かいことですけど気になってます。                                        |
| 2019年4月22日  |                                                                            | フリー                                                                    |
| 2019年4月29日  | 深瀬智聖                                                                   | コソッと見てます、やってます。                                            |
| 2019年5月6日   | つねまつ                                                                   | アルバイトの話                                                            |
| 2019年5月13日  | 郷六平役(遠藤優介)、奥田智子                                               | あなたの周りのイケイケGOGO                                                |
| 2019年5月20日  | 後藤真弓                                                                   | ついついやっちゃう同じ失敗                                                |
| 2019年5月27日  | 坂口カンナ                                                                 | ウッ筋肉痛                                                                |
| 2019年6月3日   | 深瀬智聖                                                                   | コラボして欲しい人、コラボして欲しいモノ                                  |
| 2019年6月10日  | 奥田智子                                                                   | 私のおウチのヤバイこと                                                    |
| 2019年6月17日  | 坂口カンナ                                                                 | 思わず拍手した話、拍手された話                                            |
| 2019年6月24日  | 松下有菜                                                                   | 無駄な買い物                                                              |
| 2019年7月1日   | 百市なるみ                                                                 | カッコつけた話、つけられなかった話                                        |
| 2019年7月8日   |                                                                            | フリー                                                                    |
| 2019年7月15日  |                                                                            | フリー                                                                    |
| 2019年7月22日  | ハニー                                                                     | ニオイの記憶、ニオイの思い出                                              |
| 2019年7月29日  | 百市なるみ                                                                 | 頑張って成果が出た話、出なかった話                                        |
| 2019年8月5日   |                                                                            | 最近食べた美味しいもの                                                    |
| 2019年8月12日  | そよかぜましお                                                             | 最近、ついた優しいうそ                                                    |
| 2019年8月19日  |                                                                            | フリー                                                                    |
| 2019年8月26日  | ハニー                                                                     | アンケートどうしてますか？                                                |
| 2019年9月2日   | そよかぜましお                                                             | 言い返したことあります                                                    |
| 2019年9月9日   |                                                                            | フリー                                                                    |
| 2019年9月16日  | 坂口カンナ                                                                 | コレとコレの組み合わせが最強っちゃない？                                  |
| 2019年9月23日  | 平島彩香                                                                   | 私の〜ツボ                                                                |
| 2019年9月30日  | ジェフ太郎                                                                 | 良い意味でギャップ、悪い意味でギャップ                                    |
| 2019年10月7日  | ハニー                                                                     | フリー                                                                    |
| 2019年10月14日 | そよかぜましお                                                             | フリー                                                                    |
| 2019年10月21日 | そよかぜましお                                                             | 今、イライラしていること                                                  |
| 2019年10月28日 | ハニー                                                                     | ○○デビューしました                                                        |
| 2019年11月4日  | 深瀬智聖                                                                   | 私の4大欲求4つめはコレ                                                    |
| 2019年11月11日 | 三澤澄也                                                                   | ワガママききました、きいてもらいました                                    |
| 2019年11月18日 | 居内陽平、小柳有紀                                                         | 何でこんな事に！？自分でビックリ大失敗                                    |
| 2019年11月25日 | 服部さやか                                                                 | やった事が無いけど、やってみたい事                                        |
| 2019年12月2日  | 服部さやか                                                                 | 私、失敗しますので。                                                      |
| 2019年12月9日  | 三澤澄也                                                                   | 私、耐えました！コラエました！                                            |
| 2019年12月16日 | コガ☆アキ                                                                  | フリー                                                                    |
| 2019年12月23日 | 奥田智子                                                                   | 私の2019年のニューストップ3                                               |
| 2020年1月6日   |                                                                            | 年越しそば、おせち、雑煮以外で年末年始に食べたもの                        |
| 2020年1月13日  | ハニー                                                                     | ある意味ココロに残ったお式の話                                            |
| 2020年1月20日  | 服部さやか                                                                 | 断ったり断られたりした話                                                  |
| 2020年1月27日  | そよかぜましお                                                             | 久しぶりに○○しました。                                                    |
| 2020年2月3日   | ハニー                                                                     | 今年一番美味しかったもの                                                  |
| 2020年2月10日  |                                                                            | 最近注意していること                                                      |
| 2020年2月17日  | 深瀬智聖                                                                   | 気づいたら変わっていたこと                                                |
| 2020年2月24日  | 服部さやか                                                                 | そういえば、あれ、大丈夫かな〜と思っていること                            |
| 2020年3月2日   | ハニー                                                                     | いつもはしないんですけど                                                  |
| 2020年３月9日  | 服部さやか                                                                 | ちょっち悔しかったこと                                                    |
| 2020年３月16日 | 坂口カンナ                                                                 | 面倒なことしとります                                                      |
| 2020年３月23日 | 服部さやか                                                                 | ギリギリの恥ずかしい話                                                    |
| 2020年３月30日 | ハニー                                                                     | 志村けんさんの思い出                                                      |
| 2020年4月７日  | 坂口カンナ                                                                 | 家族に新提案したいこと                                                    |
| 2020年4月13日  | 田中菜津美                                                                 | KBCラジオの常識                                                           |
| 2020年4月20日  | 原田らぶ子（リモート来店）                                                 | あら見てたのね                                                            |
| 2020年4月27日  | 深瀬智聖 （リモート来店）                                                  | 朝まで生徹夜                                                              |
| 2020年5月4日   | なし                                                                       | フリー                                                                    |
| 2020年5月11日  | マサヨシ(サカイスト)                                                       | 子供の頃から、好きやったもんね                                            |
| 2020年5月18日  | マサヨシ(サカイスト）                                                      | 古今東西・好きなラジオコーナー                                            |
| 2020年5月25日  | コガ☆アキ                                                                  | 声にまつわるエトセトラ                                                    |
| 2020年6月1日   | 坂口カンナ                                                                 | オモロイ動画、気になる動画                                                |
| 2020年6月8日   | コガ☆アキ                                                                  | 壊れちゃって不便                                                          |
| 2020年6月15日  | 波田陽区                                                                   | 居酒屋清子が給食ラジオを作るなら                                          |
| 2020年6月22日  | 波田陽区                                                                   | やってみよう！と思って、やってみたらこうなった！                          |
| 2020年6月29日  | 坂口カンナ                                                                 | 最近胸キュンしたこと                                                      |
| 2020年7月6日   | コガ☆アキ                                                                  | フリー                                                                    |
| 2020年7月13日  | マサヨシ(サカイスト）                                                      | 肝っ玉、大きいですか？小さいですか？                                      |
| 2020年7月20日  | 坂口カンナ                                                                 | ほどこされたら、ほどこし返す、恩返しです！                                |
| 2020年7月27日  | 波田陽区                                                                   | お・し・ま・い・デス！                                                    |
| 2020年8月3日   | 深瀬智聖                                                                   | お久しぶぅりねぇ、ブリ・ブリ！                                            |
| 2020年8月10日  | 服部さやか                                                                 | い・ま・じゃ・ない 今じゃない                                             |
| 2020年8月17日  | 服部さやか                                                                 | 拒否いたします！                                                          |
| 2020年8月24日  | 原田らぶ子                                                                 | 恥さらしだ！                                                              |
| 2020年8月31日  | 坂口カンナ                                                                 | お～ね～が～いぃ～しぃ～まぁ～TH                                          |
| 2020年9月7日   | コガ☆アキ                                                                  | 台風一過、あなたのお宅の状況教えてください                                |
| 2020年9月14日  | 原田らぶ子                                                                 | あなたのラスボス誰ですか？                                                |
| 2020年9月28日  | ブルーリバー川原 豪介                                                      | 八つ当たり                                                                |
| 2020年10月5日  | 深瀬智聖                                                                   | 私の”アレ”の2番目は？                                                     |
| 2020年10月12日 | 服部さやか                                                                 | チョメチョメさんに聞いてみたいこと                                        |
| 2020年10月19日 | 服部さやか                                                                 | 余計なお世話                                                              |
| 2020年10月26日 | ブルーリバー青木淳也                                                       | ラジオ以外で抽選に当たった事あります！ありません。                        |
| 2020年11月2日  | ブルーリバー青木淳也                                                       | グッと来た話                                                              |
| 2020年11月9日  | なし                                                                       | フリー                                                                    |
| 2020年11月16日 | 服部さやか                                                                 | 私、声かけられました！                                                    |
| 2020年11月23日 | 坂口カンナ                                                                 | アレ？なんでこうなってるんだっけ？フ・シ・ギ♡                             |
| 2020年11月30日 | 深瀬智聖                                                                   | 居酒屋清子 誤魔化し王決定戦！                                             |
| 2020年12月7日  | 服部さやか                                                                 | 全身全霊でやってます、けどなにか？                                        |
| 2020年12月14日 | ブルーリバー川原 豪介                                                      | 西暦2000年アレしてました                                                  |
| 2020年12月21日 | マサヨシ(サカイスト）                                                      | 真冬の便座と同じくらい真冬のびみょ〜にイヤな事                            |
| 2020年12月28日 | 波田陽区                                                                   | 今年残念だったこと第6位                                                   |
| 2021年1月4日   | 服部さやか                                                                 | 正月早々、、、                                                            |
| 2021年1月11日  | 坂口カンナ                                                                 | 最近「も〜」って言ってしまった事                                          |
| 2021年1月18日  | 深瀬智聖                                                                   | 私の絶対に負けられない戦い〜生活編                                        |
| 2021年1月25日  | 服部さやか                                                                 | 私のコロナが終息したらやりたいことベスト5                                 |
| 2021年2月1日   | 波田陽区                                                                   | ついでに買っちゃうモノ、買っちゃったモノ                                  |
| 2021年2月8日   | 坂口カンナ                                                                 | 本能的に変！                                                              |
| 2021年2月15日  | マサヨシ(サカイスト）                                                      | ない！ない！いない！                                                      |
| 2021年2月22日  | 服部さやか                                                                 | サイズにまつわるエトセトラ                                                |
| 2021年3月1日   | ブルーリバー川原 豪介                                                      | ギリギリ話せる過去バナシ                                                  |
| 2021年3月8日   | コガ☆アキ                                                                  | 〇〇時間かけました！かかりました！やらされました！                        |
| 2021年3月15日  | 波田陽区                                                                   | フリー                                                                    |
| 2021年3月22日  | 深瀬智聖                                                                   | 急遽変更になりまして                                                      |
| 2021年3月29日  | 服部さやか                                                                 | 相性バッチリ！相性チョベリバ！                                            |
| 2021年4月5日   | 富田薫                                                                     | 最近どうしていいか分からない事                                            |
| 2021年4月12日  | ブルーリバー川原 豪介                                                      | 私が嫌いな言葉ランキング第4位                                             |
| 2021年4月19日  | ブルーリバー青木淳也                                                       | ついつい鼻歌、歌っちゃいます                                              |
| 2021年4月26日  | 服部さやか                                                                 | 私、唸ってしまいました                                                    |
| 2021年5月3日   | なし                                                                       | なし                                                                      |
| 2021年5月10日  | マサヨシ(サカイスト）                                                      | あ・うんの呼吸                                                            |
| 2021年5月17日  | 深瀬智聖                                                                   | 私が見守っていること                                                      |
| 2021年5月24日  | 服部さやか                                                                 | 思わず、ため息がでた話                                                    |
| 2021年5月31日  | ブルーリバー川原 豪介                                                      | 最近ペリペリしたこと                                                      |
| 2021年6月7日   | 岡本啓                                                                     | 私、ポンコツですけど何か？                                                |
| 2021年6月14日  | 波田陽区                                                                   | 人のせいにしちゃった話・されちゃった話/真梅雨のブリザード選手権           |
| 2021年6月21日  | 富田薫                                                                     | ○○すぎる話                                                                |
| 2021年6月28日  | なし                                                                       | なし                                                                      |
| 2021年7月5日   | 波田陽区                                                                   | 私の中でのロングヒット                                                    |
| 2021年7月12日  | なし                                                                       | なし                                                                      |
| 2021年7月19日  | ブルーリバー青木淳也                                                       | 汗ビシャビシャになった話                                                  |
| 2021年7月26日  | なし                                                                       | （東京2020オリンピック体操競技中継のため超短縮営業）                      |
| 2021年8月2日   | 原田らぶ子                                                                 | 最近、なんしよん！と思ったこと                                            |
| 2021年8月9日   | 岡本啓                                                                     | 私の”ゴンアツ”トピック                                                    |
| 2021年8月16日  | マサヨシ(サカイスト）                                                      | 人前では言いにくい夏の思い出                                              |
| 2021年8月23日  | 波田陽区                                                                   | ラジオで盛り上がると思うメッセージテーマ                                  |
| 2021年8月30日  | 深瀬智聖                                                                   | 夏の終わりはおセンチ、あなたの心残り                                      |
| 2021年9月6日   | ブルーリバー川原 豪介                                                      | 朝まで語り合いたい事                                                      |
| 2021年9月13日  | 富田薫                                                                     | 耳に残る口グセ・気になる口グセ                                            |
| 2021年9月20日  | 服部さやか                                                                 | 人の名前じゃない面白い名前・気になる名前                                  |
| 2021年9月27日  | 原田らぶ子                                                                 | 相談して解決しました！しませんでした！                                    |
| 2021年10月4日  | ブルーリバー青木淳也                                                       | そんな無茶なぁ                                                            |
| 2021年10月11日 | 奥田智子                                                                   | 私、元々○○だったんです！                                                  |
| 2021年10月18日 | ブルーリバー川原 豪介、 インクルージョン 米沢大志                          | 我が家・我が社のグレールール                                              |
| 2021年10月25日 | なし                                                                       | なし                                                                      |
| 2021年11月1日  | 波田陽区、大原梓                                                           | つかなきゃよかったウソ                                                    |
| 2021年11月8日  | 服部さやか、Taichi(PA:LADIN)                                               | 歯がゆかった話                                                            |
| 2021年11月15日 | マサヨシ(サカイスト）、Taichi                                              | すごい偶然、すごくない偶然                                                |
| 2021年11月22日 | ブルーリバー青木淳也、Taichi                                               | まだ早い！                                                                |
| 2021年11月29日 | 伝ペー(サカイスト）、大原                                                  | あ～やっちまった、でも…いいじゃん、みのがしてくれよ～！                   |
| 2021年12月6日  | ブルーリバー川原 豪介、米沢                                                | ヘトヘト自慢                                                              |
| 2021年12月13日 | 服部さやか、Taichi                                                         | あたしが若い頃はですよ                                                    |
| 2021年12月20日 | 波田陽区、大原                                                             | 私の周りのおじさん                                                        |
| 2021年12月27日 | 原田らぶ子、米沢                                                           | 今年やった新しいこと                                                      |
| 2022年1月10日  | 原直子、米沢                                                               | イヤな大人になったなぁ、と思った話                                        |
| 2022年1月17日  | 波田陽区                                                                   | もっと、も～っと、ごもっとも！                                            |
| 2022年1月24日  | 服部さやか                                                                 | やっぱりね                                                                |
| 2022年1月31日  | マサヨシ(サカイスト）                                                      | 私、チョメチョメ派です！                                                  |
| 2022年2月7日   | 井上志帆子                                                                 | 圧倒された話、圧倒した話                                                  |
| 2022年2月14日  | 原田らぶ子(清子のコロナウイルス感染に伴う女将代行）、ブルーリバー川原 豪介 | もう、強引なんだから♡                                                     |
| 2022年2月21日  | 服部さやか                                                                 | 私が、今、目が離せないこと                                                |
| 2022年2月28日  | マサヨシ(サカイスト）                                                      | 今月の悲喜交々                                                            |
| 2022年3月7日   | 波田陽区                                                                   | 私、ホニャ面相なんです。                                                  |
| 2022年3月14日  | 原田らぶ子                                                                 | フリーメッセージ（笑）を3つ付けて送ってちょ                               |
| 2022年3月21日  | 服部さやか、大原                                                           | まっ、いっか・・・と思った事                                              |
| 2022年3月28日  | マサヨシ(サカイスト）                                                      | とまどいの春、私とまどってます！                                          |
| 2022年4月4日   | ルーシー、米沢                                                             | 私的ワースト記録                                                          |
| 2022年4月11日  | はじめちゃん                                                               | はじめての時の失敗                                                        |
| 2022年4月18日  | 富田薫                                                                     | 自分史上ナンバー１のウソ                                                  |
| 2022年4月25日  | 服部さやか、米沢                                                           | 私、顔に出ちゃうんです                                                    |
| 2022年5月2日   | ザ・ローリングモンキー ムサシ、カツキ                                      | もう少しだったのにな～                                                    |
| 2022年5月9日   | 坂口カンナ                                                                 | 最近、ギャーと声が出てしまった事                                          |
| 2022年5月16日  | インクルージョン 坂下、米沢                                                | 覚悟しました！                                                            |
| 2022年5月23日  | 波田陽区                                                                   | 最近、なんだかなぁ～と思ったこと                                          |
| 2022年5月30日  | 服部さやか                                                                 | あなたの身近なデンジャーゾーン                                            |
| 2022年6月6日   | ハニー                                                                     | 最近「ムムッ」と感じた事                                                  |
| 2022年6月13日  | 原田らぶ子                                                                 | 私、緊張するとこうなります・こうなりました。                              |
| 2022年6月20日  | ブルーリバー青木淳也、川原 豪介                                            | 悩む、ところだ！                                                          |
| 2022年6月27日  | なし                                                                       | 最近ハマっている・ハマりそうな事                                          |
| 2022年7月4日   | 坂口カンナ                                                                 | あまりにも急！                                                            |
| 2022年7月11日  | そよかぜましお                                                             | 私が無抵抗になってしまう人                                                |
| 2022年7月18日  | なし                                                                       | メッセージテーマにして欲しいテーマ                                        |
| 2022年7月25日  | 服部さやか                                                                 | "ほらね"と言ったり、言われたり、心の中で思ったりしたこと                  |
| 2022年8月1日   | 川原 豪介                                                                  | 最初は抵抗あったけど、今、受け入れているモノ                              |
| 2022年8月8日   | マサヨシ(サカイスト）                                                      | 思わず笑った自分の行動                                                    |
| 2022年8月15日  | 波田陽区                                                                   | みんな違ってみんなイイ！個人差あるな～と思ったこと/真夏のブリザード選手権 |
| 2022年8月22日  | 坂口カンナ                                                                 | あなたが人生で忘れてしまいたいこと第19位                                  |
| 2022年8月29日  | 服部さやか                                                                 | しつこいなと思っていること                                                |
| 2022年9月5日   | マサヨシ(サカイスト）                                                      | キャワイ～イ♡生き物                                                       |
| 2022年9月12日  | なし                                                                       | なし                                                                      |
| 2022年9月19日  | 服部さやか                                                                 | 私、○○確定しました！                                                      |
| 2022年9月26日  | なし                                                                       | なし                                                                      |
| 2022年10月3日  | まこパーティー                                                             | 今は、それほど恥ずかしくないんですけど                                    |
| 2022年10月10日 | 坂口カンナ                                                                 | 最近ハァハァした話                                                        |
| 2022年10月17日 | 原田らぶ子                                                                 | 私の周りのアマノジャクソン                                                |
| 2022年10月24日 | マサヨシ(サカイスト）                                                      | びっくりクレームお寄せクレーム！                                          |
| 2022年10月31日 | 小鹿潤                                                                     | 私、先見の明、有ります有りません                                          |
| 2022年11月7日  | 波田陽区                                                                   | 検討を加速していること                                                    |
| 2022年11月14日 | とらんじっと                                                               | 最後に”知らんけど”をつけてメッセージお寄せ下さい。                        |
| 2022年11月21日 | 池田綾子、和田安生                                                         | 今、思うと奇跡だったんだなと思うこと                                      |
| 2022年11月28日 | まこパーティー、碧海                                                       | 必殺！手のひら返し！（シャキーン！）                                      |
| 2022年12月5日  | マサヨシ(サカイスト）                                                      | 準備万端                                                                  |
| 2022年12月12日 | とらんじっと                                                               | ちょっと！この人知らんとぉ！？                                            |
| 2022年12月19日 | マサヨシ(サカイスト）                                                      | あの人だけは敵に回しちゃいかんもんね                                      |
| 2022年12月26日 | 原田らぶ子                                                                 | フリースタイル                                                            |
| 2023年1月9日   | まこパーティー                                                             | 2％                                                                       |
| 2023年1月16日  | 坂口カンナ、コウズマユウタ                                                 | あったらイイなチョッピリ才能                                              |
| 2023年1月23日  | とらんじっと                                                               | 最近、壊れて大変だった話                                                  |
| 2023年1月30日  | 岡本啓                                                                     | ご心配おかけしてすみませんでした！                                        |
| 2023年2月6日   | マサヨシ(サカイスト）                                                      | え？たかっ！と思ったこと                                                  |
| 2023年2月13日  | 原田らぶ子                                                                 | ちょっとその話、盛ってませんか？盛っちゃいました！                        |
| 2023年2月20日  | ハニー                                                                     | いまだ慣れんんちゃけど                                                    |
| 2023年2月27日  | 坂口カンナ                                                                 | 〇〇の人                                                                  |
| 2023年3月6日   | 岡本啓                                                                     | オフレコ・しょないでお願いします                                          |
| 2023年3月13日  | いわぶ見梨                                                                 | ○○冥利に尽きまくりまクリスティ                                            |
| 2023年3月20日  | ルーシー、コガ☆アキ                                                        | 今更ですけど、アレどうなってるかなぁって、たまに思います。                |
| 2023年3月27日  | マサヨシ(サカイスト）、留美子、じゃんぼたこ焼きロボット                    | メチャクチャ時間がかかったこと                                            |

## テーマ曲
- 熊谷幸子（くまがいさちこ）「風と雲と私」

## 受賞歴
- 第54回（2016年度）ギャラクシー賞ラジオ部門・優秀賞（2016年6月6日放送分）